# Semiothisa trinota
Semiothisa trinota là một loài bướm đêm trong họ Geometridae.